# تروریسم اقتصادی
تروریسم اقتصادی (انگلیسی: Economic terrorism) یا «تروریسم مالی» تعریف دقیقی است تا نشان دهد که این نوع از تروریسم، به ایجاد بی‌ثباتی اقتصادی توسط یک گروه مبادرت می‌کند.

## تعریف
تروریسم اقتصادی به صورت زیر تعریف شده‌است:
برخلاف «جنگ اقتصادی» که توسط حکومت‌ها علیه سایر کشورها انجام می‌شود، «تروریسم اقتصادی» توسط بازیگران فراملی یا غیردولتی انجام می‌شود. این امر می‌تواند موجب اقدامات بی‌ثبات کننده متنوع، هماهنگ و پیچیده یا گسترده برای از بین بردن ثبات اقتصادی و مالی یک دولت به کار رود، گروهی از دولتها یا جوامع (مانند اقتصادهای بازار محور در جوامع غربی) مبادله تجاری را باانگیزه‌های ایدئولوژیکی، پولی یا مذهبی انجام می‌دهند.
این اقدامات چنانچه بوقوع بپیوندد ممکن است خشونت‌آمیز یا غیرآن باشد، و می‌توانند تأثیرات آنی یا اثرات روانی داشته باشند که به نوبه خود عواقب اقتصادی نیز در برخواهند داشت.

## تأثیر روی چرخه عرضه
حملات تروریستی علیه بنادر و مرزهای کشور باعث اتخاذ اقدامات بیشتر برای اطمینان از ورود ایمن محصولات می‌گردد. این اقدامات، افزایش هزینه‌های بیشتری را برای صادرات و واردات تحمیل می‌کند. اقتصادهای نوظهور اغلب تحت تأثیر قرار می‌گیرند، زیرا کاهش صادرات و واردات بر توانایی کشور در مبارزه با فقر تأثیر می‌گذارد. افزایش فقر می‌تواند موجب شورش در میان مردم و بی‌ثباتی احتمالی سیاسی شود، و حتی موجب افزایش بیشتر فقر گردد.
برای مبارزه با دزدی دریایی، دولت‌ها و صنایع دریایی باید اقدامات پیشگیرانه انجام دهند. اداره امور دریایی ایالات متحده می‌گوید: «این اقدامات ممکن است شامل حضور نظامی بیشتری در مناطقی با خطر بالا، تغییر مسیر کشتی‌ها برای عبور از خلیج عدن، پرداخت حق بیمه‌های بالاتر، استخدام نیروهای امنیتی خصوصی و نصب تجهیزات بازدارنده غیر کشنده باشد.» هزینه این اقدامات پیشگیرانه بر روی مصرف‌کنندگان و مالیات دهندگان خواهد بود و نهایتاً، پول را از سایر عرصه‌های اقتصادی خارج خواهد ساخت.

## در ایران
در دوران تصدی‌گری یوسف صانعی به عنوان دادستان کل کشور، احکام سنگینی در رابطه با تروریسم اقتصادی به اجرا درآمد. او گفته بود برخی می‌خواهند با گرانفروشی برای جامعه ایجاد نگرانی کنند و از این طریق به انقلاب و نظام جمهوری اسلامی ضربه‌ای وارد کنند.
«اگر خدای نکرده چنین افرادی پیدا شوند و در صدد باشند تا با احتکار، گرانفروشی و ایجاد کمبود در جامعه نگرانی به‌وجود آورند، در حکم مفسد خواهند بود و از نظر اسلام حکم مفسد اعدام است.»
در همین دوره و در مردادماه ۱۳۶۲ دادگاه امور صنفی ۲ نفر به نام‌های نعمت‌الله اسداللهی و حسن کوچک‌علی را به اتهام «تروریست اقتصادی» به اعدام محکوم کرد. اسداللهی در تاریخ ۱۲ مرداد و کوچک‌علی در تاریخ ۱۹ مرداد ۱۳۶۲ دستگیر شده بودند و چند روز بعد در تاریخ ۲۴ مرداد محاکمه و به جرم «صدور نامه‌های ادارات و وزارتخانه‌‌ها و دریافت حواله‌های آهن‌الات بر اساس این‌نامه‌های تقلبی و واهی از مرکز تهیه و توزیع فلزات و کارخانه نیمه سبک پروفیل» به اعدام محکوم شدند.
در شهریور ۱۳۶۲ نیز منوچهر شیرازی به جرم گران فروشی نخ و تقلب در صدور حواله و مهر اتحادیه کشباف رسته گردباف به حکم دادگاه امور صنفی تهران به اعدام محکوم شد.